# Togian-szigeteki héjabagoly
A Togian-szigeteki héjabagoly (Ninox burhani) a madarak osztályának a bagolyalakúak (Strigiformes) rendjébe, a bagolyfélék (Strigidae) családjába tartozó faj.

## Rendszerezése
A fajt Mochamad Indrawan és Soekarja Somadikarta írták le 2004-ben.

## Előfordulása
Az Indonéziához tartozó Togian-szigetek területén honos. Természetes élőhelyei a szubtrópusi és trópusi síkvidéki esőerdők és cserjések, valamint legelők, másodlagos erdők és vidéki kertek. Állandó, nem vonuló faj.

## Megjelenése
Testhosszúsága 20 centiméter.

## Természetvédelmi helyzete
Az elterjedési területe nagyon kicsi és még csökken is, egyedszáma 1500-7000 példány közötti és szintén csökken. A Természetvédelmi Világszövetség Vörös listáján mérsékelten fenyegetett fajként szerepel.